# Російські прізвища
Прізвища в російській іменній формулі з'явилися досить пізно. Більшість з них походить від батька (за хрестильному або мирському імені одного з предків), прізвиськ (за родом діяльності, місцем походження або якийсь інший особливості предка) або інших родових імен. Першими в російських землях набули прізвища громадяни Великого Новгорода, ймовірно, перейнявши цей звичай з Великого князівства Литовського. Потім у XIV—XV ст. набули прізвища московські удільні князі та бояри. До кінця XVIII — середини XIX століття більшість населення центральної Росії прізвищ не мало. Як правило, російські прізвища були одинарними і передавалися тільки по чоловічій лінії. У середині XIX ст., особливо після скасування кріпосного права у 1861 році, формуються прізвища у більшості селян. Процес набуття прізвищ в основному завершився тільки до 30-х років XX ст.

## Словотвір і етимологія
Антропоніміка російських прізвищ стверджує, що найчастіше прізвища утворювалися від особистих імен (прізвиськ) або тих чи інших назв через присвійні прикметники від відповіді на питання «чий?» або «чиїх?».

## Прізвища з закінченням-ов / -єв
Російські прізвища найчастіше мають закінчення -ов / -єв (від 60 до 70 %), яке за походженням є присвійним суфіксом. Прізвища на -ов / -єв утворені в такий спосіб:
- Прізвища, утворені, в основному, як по батькові або по імені діда (ім'я діда, від якого походило тимчасове прізвище-патронім батька) від церковних або слов'янських особистих імен або прізвиськ, наприклад, Ніканор → син Ніканора — Ніканоров, Іван → син Івана — Іванов, Алексей → син Алексея — Алексєєв, людина на прізвисько Безбородий → син Безбородов — Безбородов і т. ін. Таким чином закріплювалося спадкове ім'я в третьому поколінні. Подібну етимологію мають більшість російських прізвищ. Так простіше стало позначати сім'ї одного кореня. У разі, якщо у діда, чиє ім'я лягло в основу прізвища, що затвердилося, було два імені — одне хрестильне, інше повсякденне, то прізвище утворювалося від другого, тому що хрестильні імена не відрізнялися різноманітністю.
- Сюди ж відносяться прізвища, утворені від прізвиськ, пов'язаних з професією. Наприклад, людина за професією коваль (рос. кузнец) → син коваля — Кузнецов. Приклади: Бондарев, Бочаров, Гончаров, Мельников, Ковальов, Кожевников,  Красильников, Кузнецов, Плотников, Столяров, Ткачов, Токарев, Ямщиков.

При цьому, різниця у вживанні суфіксів -ов / -єв чисто формальна:
-ов додавався до прізвиська або іменами на твердий приголосний (Ігнат — Ігнатов, Богдан — Богданов, Михайло — Михайлов),
-єв до імен або прізвиськ на м'який приголосний (Ігнатій — Ігнатьєв, Голодяй — Голодяєв),
-ін рідко використовувалося, до основ на -а, -я (Бусига — Бусигін, Єрьома — Єрьомін, Ілля — Ільїн).
Владою Області Війська Донського не визнавалися прізвища, що закінчуються на -ін та -ий. При перепису населення такі прізвища перероблялися на -ов, наприклад прізвище Кузьмін перетворювалося в Кузьмінов, Безсмертний — в Безсмертних і т. ін.. Деякі прізвища утворені «нанизуванням» суфіксів, наприклад Павлюченков (Павло → Павлюк → Павлюченко → Павлюченков).

### Прізвища із закінченням на-ін / -ин
Російські прізвища з закінченням на -ін / -ин, наприклад, Кожем'якін (за походженням – присвійний суфікс іменників 1-ї відміни) посідають друге місце за поширеністю після прізвищ із закінченням на -ов / -єв.
У російських популяціях співвідношення прізвищ на -ов / -єв до прізвищ на -ин можна визначити як 70 % до 30 %. Місцями в Росії, особливо в Поволжі, прізвища на -ін / -ин охоплюють понад 50 % населення.
Все, що написано про прізвища на -ов / -єв, повністю стосується й прізвищ на -ин.
Прізвища із закінченням на -ин присутні в білорусів і мають меншу популярність, ніж серед російських прізвищ. У білорусів співвідношення суфіксів -ов / -єв та -ін абсолютно інше, 90 % до 10 %. Це зумовлено тим, що основа прізвищ сприймалася не в докорінно російській зменшувальній формі імен на -ка, а з білоруської формою на -ко (Івашков, Федьков, Гераськов — від відповідно Івашко, Федько, Герасько, замість Івашкін, Федькін, Гераськін).

### Прізвища з суфіксами-іх / -их
Російська Північ є історичною батьківщиною російських прізвищ, що мають суфікси -іх та -их (-їх). Ці прізвища з'явилися на рубежі першого і другого тисячоліть і пізніше поширилися до Московії та Передураллі. Поява і широке поширення прізвищ в Сибіру сталося набагато пізніше і було пов'язане з початком періоду підкорення Сибіру в другій половині XVI століття.
Прізвища на -іх / -их походять від прізвиська, що характеризували родину — Короткі, Білі, Червоні, Великі, Дрібні тощо  – й є формою родового (або прийменникового) відмінка множини присвійного прикметника, яка утворилася шляхом додавання патронімічного суфікса до кореня прізвиська. Доктор філологічних наук О. В. Суперанська так описує механізм утворення цих прізвищ: «Глава сім'ї іменується Золотий, все сімейство — Золоті. Виходець або вихідці з сім'ї в наступному поколінні — Золотих». За нормами літературної мови прізвища, що закінчуються на -іх та -их, не відмінюються.

### Прізвища з суфіксами-ський / -цький
Прізвища на -ський / -цький частіше розповсюджені серед поляків. Не дивлячись на це, достатньо немалий відсоток російського населення має прізвища на -ський / -цький. Такі прізвища походять з місцевостей, які раніше належали до Великого Князівства Литовського. До даного способу словотворення відносяться прізвища, що утворені від назв:
- місцевостей чи населених пунктів — такий спосіб утворення особливо притаманний для князівських прізвищ чи західноросійської шляхти Великого князівства Литовського, проте, не дуже притаманний для великоруських дворянських прізвищ (на відміну від Західної Європи).

Приклади: Белозерський — володар маєтку Белоозера, Вяземський — володар маєтку у Вязьмі.
- церковних приходів (церквей), в свою чергу, утворених від назв церковних свят, імен святих.

Такі прізвища історично пов'язані з духовенством та іноземцями, що прийняли хрещення в тому чи іншому храмі).
Приклади: Вознесенський, Хрестовоздвиженський, Рождественський, Троїцький, Успенський, Яранський.
- штучно створені в семінарії.

Приклади: Афінський, Афонський, Добровольський, Менделєєв, причому, іноді як прізвище використовувалась грецька чи латинська калька з буквально перекладеного прізвища чи прозвища, наприклад, Соловйов — Аедоницький.